# Concílio de Alexandria

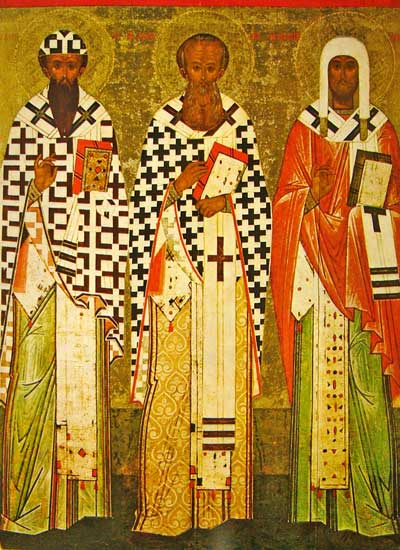
Cirilo, Atanásio (à esquerda), protagonistas dos Concílios em Alexandria, com Leontiy de Rostov.

Concílio de Alexandria (ou Sínodo de Alexandria) é o nome dado a diversos concílios e sínodos realizados na cidade africana de Alexandria, na província romana do Egito.

## Concílios

### Primeiros concílios
Em 231, um concílio de bispos e padres se reuniu na cidade, convocados pelo bispo Demétrio com o objetivo de declarar Orígenes indigno do título de professor e excomungá-lo. O concílio decidiu expulsá-lo de Alexandria, mas permitiu que ele se mantivesse padre. Orígenes fugiu para Cesareia Palestina e foi bem recebido pelo bispo local.
Durante a perseguição de Diocleciano, Pedro I de Alexandria fugiu da cidade para não se submeter ao imperador. Aproveitando-se da situação, Melécio, bispo de Licópolis, toma para si a Sé de Alexandria. Em 306, Pedro retorna e um concílio se reuniu a pedido dele e para depor Melécio, acusado de ser um lapsi (idolatria) e de outros crimes. Entre os seguidores de Melécio, estava um jovem padre chamado Ário, que após o concílio se reconciliou com ele, ordenando-o diácono. Porém, disputas posteriores fizeram com que Pedro excomungasse Ário.

### Concílios sobre o Arianismo
Em 321, sob a liderança de Alexandre de Alexandria, mais de cem bispos participaram do primeiro sínodo que condenou Ário, então um padre paroquial de um bairro de Alexandria chamado Baucalis. Após esta condenação, Ário fugiu para a Palestina, onde ele assegurou para si o poderoso apoio de Eusébio de Nicomédia, ligado à corte imperial. Após terem falhado em consagrar o dúbio Pistus para a Sé de Alexandria, os partidários de Eusébio conseguiram finalmente colocar Jorge da Capadócia, obrigando Atanásio a fugir. Em 340, uma centena de bispos se encontraram em Alexandria, declarando-se a favor de Atanásio e vigorosamente rejeitando as críticas da facção de Eusébio em Tiro. O resultado foi uma epístola ao Papa Júlio I. Apesar de Jorge só conseguir tomar posse com uma escolta militar, a deposição de Atanásio foi ratificada no ano seguinte, no "Concílio da Dedicação", realizado em Antioquia.
Em 350, Atanásio retornou à Alexandria e lá convocou um concílio dos bispos do Egito. Eles confirmaram unanimemente as decisões do Concílio de Sárdica e dos bispos de Jerusalém, liderados por Máximo. Mas o imperador, Constâncio II, que há muito simpatizava com o arianismo, reverteu todas as decisões e condenou Atanásio à morte. Ele foi novamente obrigado a fugir.

### Concílio de 362

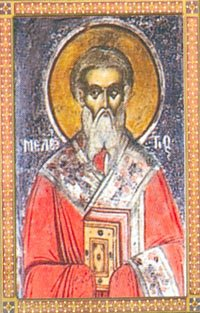
Melécio de Antioquia.

Em 362, foi realizado o mais importante destes concílios, presidido em conjunto por Atanásio e por Eusébio de Vercelli, tratou de diversos assuntos muito importantes da época. O primeiro era direcionado contra os que se posicionavam contra a dupla processão do Espírito Santo (do Pai e do Filho). Além disso, este concílio decretou que os arianos que renunciassem a sua heresia seriam perdoados e que os bispos, por compulsão, tinham contemporizado com os heréticos, não deveriam ser perturbados. O bispo Lúcifer de Cagliari protestou ferozmente, chegando a ponto de anatemizar seu antigo colega, Eusébio, que ficou encarregado de executar as decisões do concílio. Vendo que as suas opiniões eram extremadas e que não teria apoio, Lúcifer voltou para a Sardenha, para a sua sé, e formou ali uma seita chamada de "luciferianos". Por fim, o concílio tratou também da crise que acometia a Sé de Antioquia. Como a eleição recente de Melécio era indiscutível, o partido de Eustácio de Antioquia defendia a posição de seu líder, Paulino. Por uma ação apressada daquele que seria o mediador entre as duas facções, o concílio acabou por firmar o cisma meleciano. Lúcifer de Cagliari, sem esperar a chegada de Melécio, consagrou Paulino e assim estabeleceu o cisma de forma irreversível.

### Outros concílios
Em 363, outro concílio sob Atanásio tinha o objetivo de submeter ao novo imperador romano Joviano um relato da fé verdadeira, propósito similar ao do concílio reunido no ano seguinte.
O concílio de 370 aprovou a ação do Papa Dâmaso I em condenar Ursácio de Singiduno e Valente de Múrcia, expressando também a surpresa ao constatar que Auxêncio de Milão era ainda tolerado pela Arquidiocese de Milão.
Em 400, o concílio sob a liderança de Teófilo de Alexandria, um antigo origenista, e inimigo mortal de Orígenes e de São João Crisóstomo, condenou as obras de Orígenes sem condená-lo pessoalmente. Ele conseguiu ainda que o Papa Anastácio I condenasse as obras de Orígenes, além de obter posições favoráveis dos bispos de Chipre e da Palestina.
Em 430, Cirilo de Alexandria mostrou aos bispos do Egito a carta do Papa Celestino I, na qual ele admoesta o heresiarca Nestório. Neste concílio, os bispos o avisaram exceto se ele se desculpasse por seus erros, confessasse a sua fé e reformasse a sua vida, eles iriam se recusar a tratá-lo como bispo. Mais do que isso, Cirilo deverá tomar para si a autoridade da Sé Romana e dar um prazo de dez para que Nestório cumpra as determinações do concílio, caso contrário ele será "separado do corpo da Igreja".
Em 633, o Patriarca Ciro de Alexandria realizou ali um concílio à favor do monotelismo, o último realizado pela antiga Igreja do Egito.